# Собор Святого Олафа (Осло)

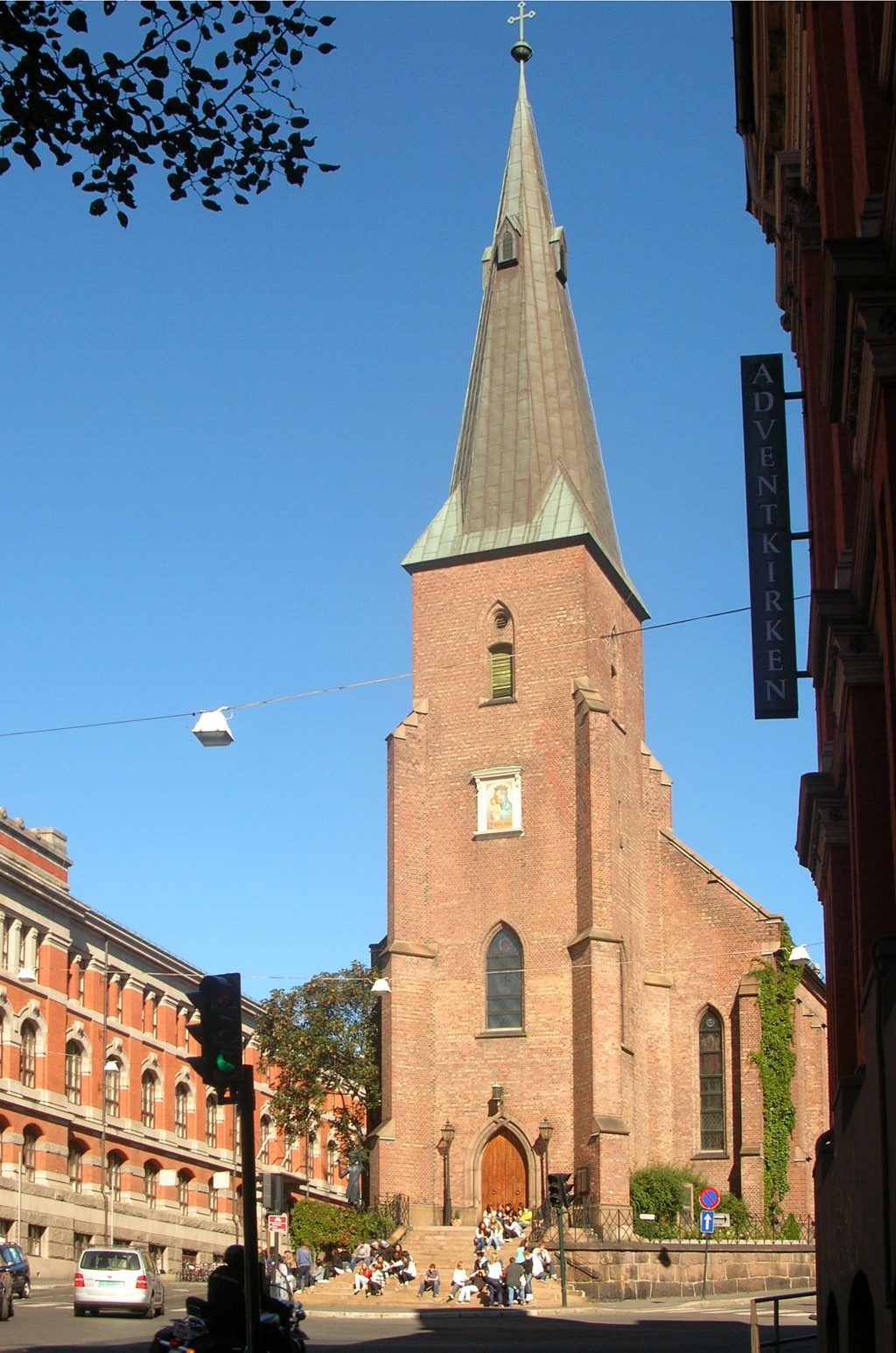
Собор святого Олафа, Осло, Норвегия

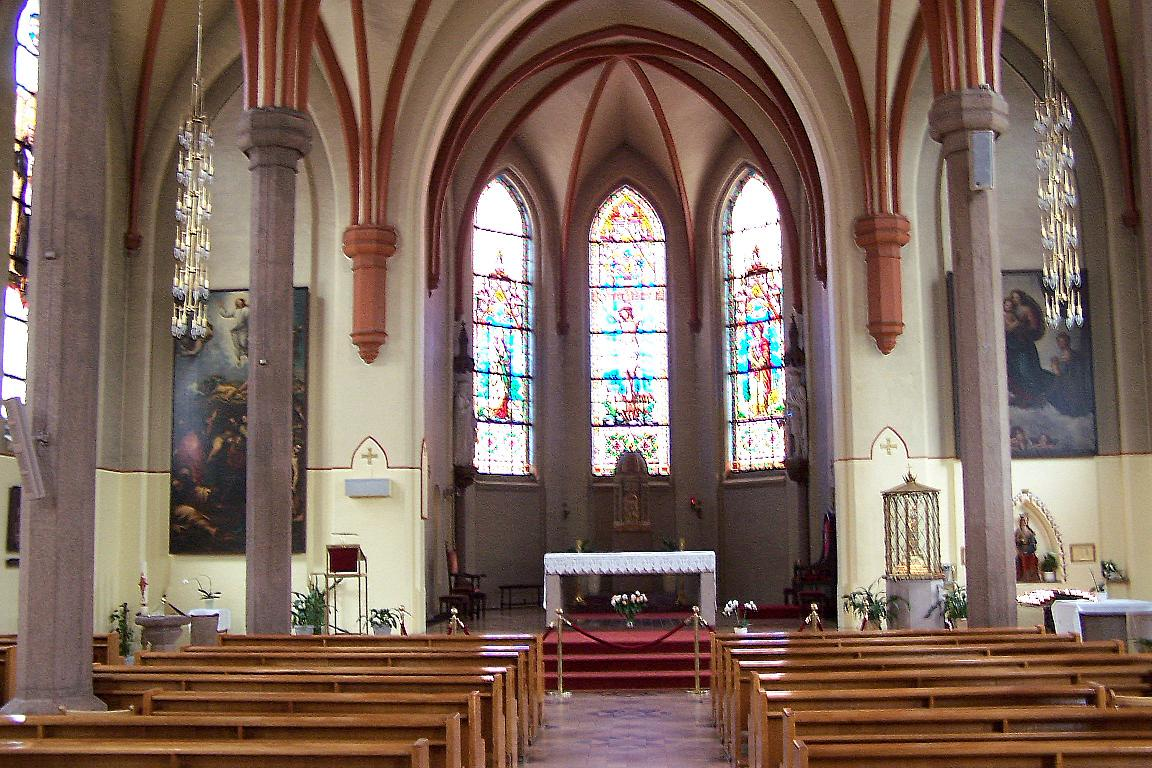
Интерьер храма

 Собор святого Олафа  (норв. St. Olav Domkirke) — католическая церковь, находящаяся в городе Осло, Норвегия. Церковь святого Олафа является кафедральным собором епархии Осло. Храм освящён в честь святого Олафа.

## История
Церковь святого Олафа была построена в 1856 году в неоготическом стиле по проекту архитектора Ширмера. По поводу освящения храма норвежская королева Жозефина подарила католическому приходу копию картины Сикстинской Мадонны Рафаэля. В 1857 году Римский папа Пий IX подарил церкви дарохранительницу, сделанную из итальянского мрамора.
С 1953 года, после образования епархии Осло, храм святого Олафа стала кафедральным собором этой епархии.
Церковь была отремонтирована в 1975—1976 гг. Была произведена замена алтаря и ремонт нефов, которые были покрыты норвежским гранитом. Орган в необарочном стиле был отремонтирован в 2002 году.
В 1989 году собор святого Олафа посетил Римский папа Иоанн Павел II, который подарил приходу мощи святого Олафа.

## Интересные факты
- В этом соборе на должности капеллана работает известный норвежский тибетолог Пер Кверне[1].